# Joseph Emmanuel Laurrans du Carrel de Charly
Joseph Emmanuel Laurrans du Carrel de Charly, né le 4 juin 1738 à Thionville (Luxembourg français) et mort le 5 décembre 1819 à Metz (Moselle), est un général de brigade de la Révolution française.

## États de service
Il entre en service le 4 juillet 1754, comme surnuméraire à l’école militaire de Metz, et le 15 mai 1755, il intègre l’école d’artillerie de cette ville, comme cadet. Le 1er octobre 1756, il devient cornette au régiment de la Rochefoucauld, et il est fait chevalier de Saint-Louis le 10 août 1758. 
Le 4 avril 1760, il reçoit son brevet de capitaine dans le régiment d’Aubigny, et le 26 août 1769, il passe prévôt général de la maréchaussée, avant d’être nommé le 12 septembre suivant, inspecteur général de la 4e division de la maréchaussée. Le 18 mai 1791, il est élevé au grade de colonel à la 17e division de gendarmerie nationale et le 15 juillet 1792, il est promu maréchal de camp en vertu de la loi du 29 avril 1792. Il est admis à la retraite le 1er août 1792, avec une pension de 3 000 francs le 30 avril 1793, portée à 4 162 francs le 20 août suivant. 
Il se retire alors à Augny dans le département de la Moselle.

## Sources
- Georges Six, Dictionnaire biographique des généraux & amiraux français de la Révolution et de l'Empire (1792-1814), Paris : Librairie G. Saffroy, 1934, 2 vol., p. 194
- (en) « Generals Who Served in the French Army during the Period 1789 - 1814: Eberle to Exelmans »
- Collection générale des décrets rendus par la Convention Nationale, Volume 36, Baudouin imprimeur, Paris, 1793, p. 168.
- Inventaire sommaire des Archives départementales antérieures à 1790: Meurthe-et-Moselle, Imprimerie A. Nicolle, 1896, p. 61.
- Alex Mazas, Histoire de l'ordre royal et Militaire de Saint-Louis depuis son institution, jusqu'en 1830, Tome 3, Firmin Didot frère, Paris, 1860, p. 449.
- Côte S.H.A.T.: 4 YD 3892